# Hnutí budoucnosti

Vlajka Hnutí budoucnosti

Hnutí budoucnosti (arabsky تيار المستقبل) je libanonské liberální politické hnutí vzniklé v roce 1992. V jeho čele stojí Saad Harírí, syn Rafíka Harírího.
Hnutí je nejsilnějším členem Aliance 14. března, která získala parlamentní většinu v roce 2005 (hnutí drží 36 mandátů ze 128). Hlavní voličskou podporu má u sunnitských muslimů, i když se nedefinuje jako organizace s náboženskou spojitostí. Spolupracuje s drúzskou Pokrokovou socialistickou stranou a s křesťanskou stranou Katáib.
Úspěšnost a popularitu hnutí také zajišťují jeho média, zahrnující noviny, televizní a rozhlasové stanice.